# Avīzar
Avīzar (persiska: اويزر) är en ort i Iran.   Den ligger i provinsen Alborz, i den norra delen av landet, 50 km nordväst om huvudstaden Teheran. Avīzar ligger 2 013 meter över havet och antalet invånare är 206.
Terrängen runt Avīzar är huvudsakligen bergig, men den allra närmaste omgivningen är kuperad. Avīzar ligger nere i en dal.Runt Avīzar är det mycket tätbefolkat, med 1 056 invånare per kvadratkilometer. Närmaste större samhälle är Āsārā, 5,9 km sydost om Avīzar. Trakten runt Avīzar består i huvudsak av gräsmarker.